# Krasznij Jar-i járás (Asztraháni terület)

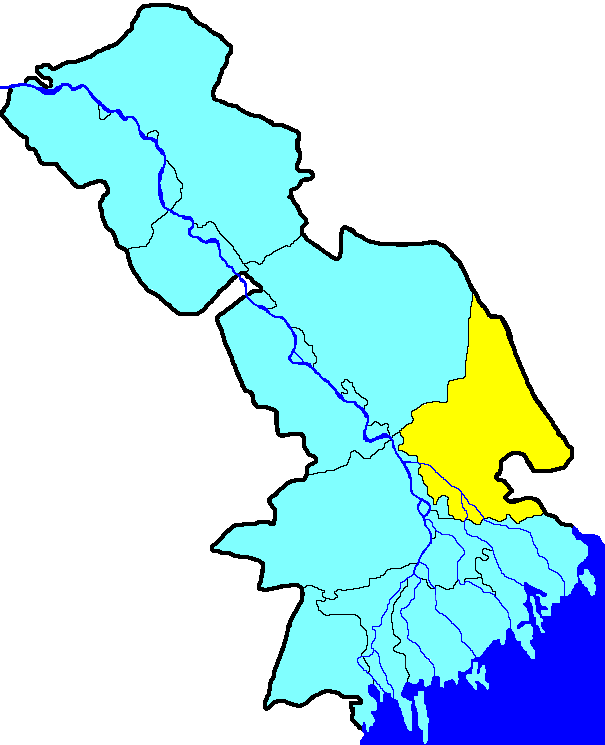
A Krasznij Jar-i járás az Asztraháni területen

A Krasznij Jar-i járás (oroszul Красноярский муниципальный район) Oroszország egyik járása az Asztraháni területen. Székhelye Krasznij Jar.

## Népesség
- 1989-ben 45 547 lakosa volt.
- 2002-ben 38 534 lakosa volt.
- 2010-ben 35 615 lakosa volt, melyből 16 969 kazah, 11 304 orosz, 1 994 nogaj, 1 483 tatár, 301 csecsen, 296 lezg, 149 azeri, 149 ukrán, 85 örmény, 69 avar, 68 üzbég, 60 tabaszaran, 48 ingus, 40 türkmén, 39 kumik, 35 tadzsik, 32 dargin, 25 koreai, 24 oszét, 22 fehérorosz, 20 grúz, 20 moldáv, 19 baskír, 17 kalmük, 17 német, 16 mari, 13 lak, 11 csuvas, 10 kurd stb.